# 冰浴

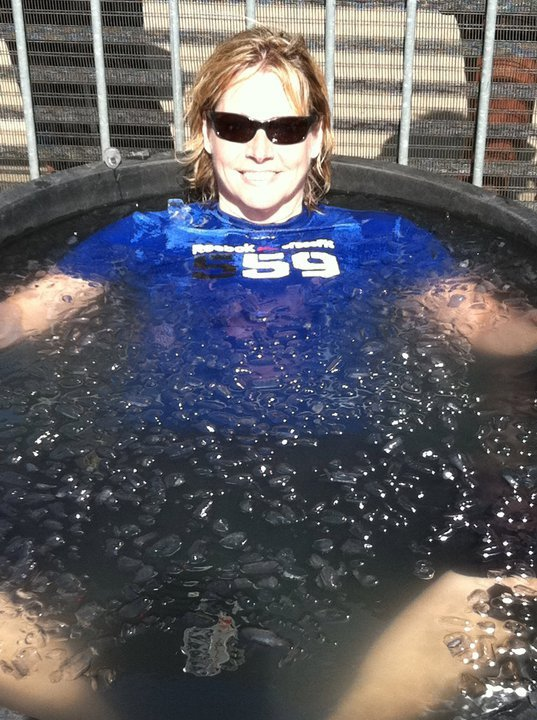
冰浴

冰浴指人們将人体的大部分泡入冰水中一段时间。通常人們是在剧烈运动后會將身體泡入冰水中。不過把身體泡入冰水中會有一定的概率罹患失溫症，也可能會导致休克并心搏停止。